# Harpochilus
Harpochilus, maleni biljni rod iz porodice primogovki smješten u tribus Justicieae, dio potporodice Acanthoideae. Sastoji se od tri endemične vrste iz sjeveroistočnog Brazila 

## Opis
Polugrmovi i grmovi iz država Paraíba, Pernambuco i Bahia. Najnovija opisana vrsta 2022., Harpochilus corrugatus razlikuje se od svog najbližeg saveznika, tipične vrste H. neesianus, po sjedećim, valovitim, deltoidnim listovima i žutim cvjetovima smeđe-ljubičaste nijanse.

## Staništa
Sve tri vrste rastu uglavnom u sezonski suhim tropskim biomima sjeveroistočnog Brazila.

## Vrste
1. Harpochilus corrugatus Zappi & F.A.Silva
2. Harpochilus neesianus Mart. ex Nees, tipična vrsta.
3. Harpochilus paraibanus F.K.S.Monteiro, J.I.M.Melo & E.M.P.Fernando